# 拉塞尔号驱逐舰 (DD-414)
拉塞尔号驱逐舰（英語：USS Russell，舷号：DD-414），是美國海軍于第二次世界大战前建造的一艘辛姆斯级驱逐舰，舰名取自美墨战争与美国内战时期的约翰·亨利·拉塞尔海军少将。拉塞尔号参加了包括珊瑚海海战、中途岛战役等在内的多场太平洋战争关键战役，为同级舰中获得战斗之星最多的战舰。
该舰由拉塞尔少将的孙女查尔斯·H·马歇尔（Charles H. Marshall）夫人冠名，弗吉尼亚州的紐波特紐斯造船公司负责建造。全舰于1937年12月20日铺设龙骨，1938年12月8日下水。1939年11月3日，拉塞尔号正式服役，首任舰长为詹姆斯·卡特·波洛克（James Carter Pollock）少校。

## 设计与装备
西姆斯级驱逐舰的主体构造与班汉级驱逐舰类似，但在其基础上改进了舰体流线结构和武器布局，使其在2具西屋电气蒸汽涡轮机的推进下最高能够达到37节航速。该级驱逐舰早期搭载有5座单装5英寸38倍径主炮、2座四联装21英寸鱼雷发射管和4座.50机枪，但其中一座主炮随后因稳心过高问题而被拆除，随着战事进展，西姆斯级的防空火力和反潜装备也得到过加强。此外，该级驱逐舰还搭载有多种当时较为先进的技术，使其在续航、火炮准度等方面相较于过往船型有了一定程度的提高。

## 服役历史
在完成船员训练与试航调整后，拉塞尔号被编入美国海军大西洋舰队，于西大西洋与加勒比地区执行中立巡逻。珍珠港事件爆发后，她被派往太平洋战区参加对日作战。

### 第二次世界大战

#### 1942年
拉塞尔号在接到转移命令后便启程南下，途径巴拿马运河，于1942年1月6日抵达目的地圣地亚哥，随后她向西护送援军于1月20日到达萨摩亚。此时，日本已经在英屬馬來亞、婆罗洲、苏拉威西岛、吉尔伯特群岛及俾斯麦群岛等地取得阶段性突破。此后不到一周，拉包爾沦陷，日军继续向新爱尔兰岛和所罗门群岛方向进攻。与此同时，日本在荷屬東印度的势力范围也有所扩大。
1月25日，拉塞尔号加入第17特遣舰队向北航行，掩护约克城号航空母舰于2月1日空袭馬金群島、米利環礁和賈盧伊特環礁等地，随后舰队返回珍珠港。月中，这支舰队再次启航前往威克島，但随后接到命令中途转向支援位于阿巴里靈阿環礁的空军基地。该基地位于夏威夷、萨摩亚、斐济等地通往澳大利亚航线的要冲，距离马金群岛不足1,000英里。在结束对拉包尔和加斯马塔的突袭后，舰队又为美军在新喀里多尼亞附近的行动提供了支援。3月8日，日军在新幾內亞的薩拉毛亞和莱城登陆，莫尔斯比港受到直接威胁，为应对这一战况，舰队与列克星敦号航空母舰所属第11特遣舰队汇合，于3月10日驶入巴布亞灣，并很快派遣战机飞跃歐文斯坦利山脈轰炸日本在休恩灣新建立的基地。
四月，拉塞尔号继续在澳大利亚与新西兰附近海域为约克城号和舰队提供掩护。5月3日，她离开舰队，前往掩护为第11特遣舰队实施海上加油作业的尼奥绍号油料补给舰。5月5日早些时候，她完成任务返回第17特遣舰队，继续履行护卫大型战舰的职责。5月7日，拉塞尔号在珊瑚海作战，为舰队和航空母舰提供防空掩护。在战斗中，列克星敦号遭受重创，但仍坚持作战，一边进行损伤管控一边起降飞机。然而，三个小时后，列克星敦号发生严重爆炸，火势难以控制，其舰长下令弃船。拉塞尔号在救援期间环绕航母进行警戒与掩护，并救起一些落水船员。救援结束后，她驶离珊瑚海海战战场。
拉塞尔号在汤加卸下170名列克星敦号幸存者后，于5月27日抵达珍珠港。5月30日，她启程前往中途島。6月4日，第16和第17特遣舰队遭遇空袭，她为舰队提供防空支援。当天下午，日军鱼雷机突破防空网，使用鱼雷命中约克城号，使其严重受损，在初期损管无望的情况下，舰长下令弃船，拉塞尔号接收了其中的492名船员与舰载机组成员。第二天，她将其中的27人转移到阿斯托利亞號重巡洋艦上以协助对航母的抢救工作，但日本潜艇伊-168号随后突破驱逐舰组成的警戒网并使用鱼雷重创约克城号，同时击沉了为修理工作提供电力的哈曼号驱逐舰，救援计划彻底失败。6月10日，拉塞尔号搭载萨拉托加号上的替补人员前往大黄蜂号和企业号，随后于6月13日返回珍珠港。
在完成2个月的训练后，8月17日，拉塞尔号再次跟随第17特遣舰队出击，护送大黄蜂号向西南方向航行。29日，第17特遣舰队与第61特遣舰队汇合，拉塞尔号加入第61.2特混舰队（TG 61.2）。31日，日本潜艇伊-26号向萨拉托加号发射一枚鱼雷并命中其右舷泡形罩，拉塞尔号随即投入猎潜工作，但没有取得战果。9月6日，一架大黄蜂号所属舰载机向拉塞尔号右舷海域投下航空炸弹引爆了来袭的鱼雷，拉塞尔号随即对发动攻击的日军潜艇展开追击。14时52分，她通过声呐追踪到目标并投下6枚600磅深水炸弹。15时13分，船员观测到海面上出现1英里长，半英里宽的浮油，但潜艇随后在约700码处从声呐上消失。

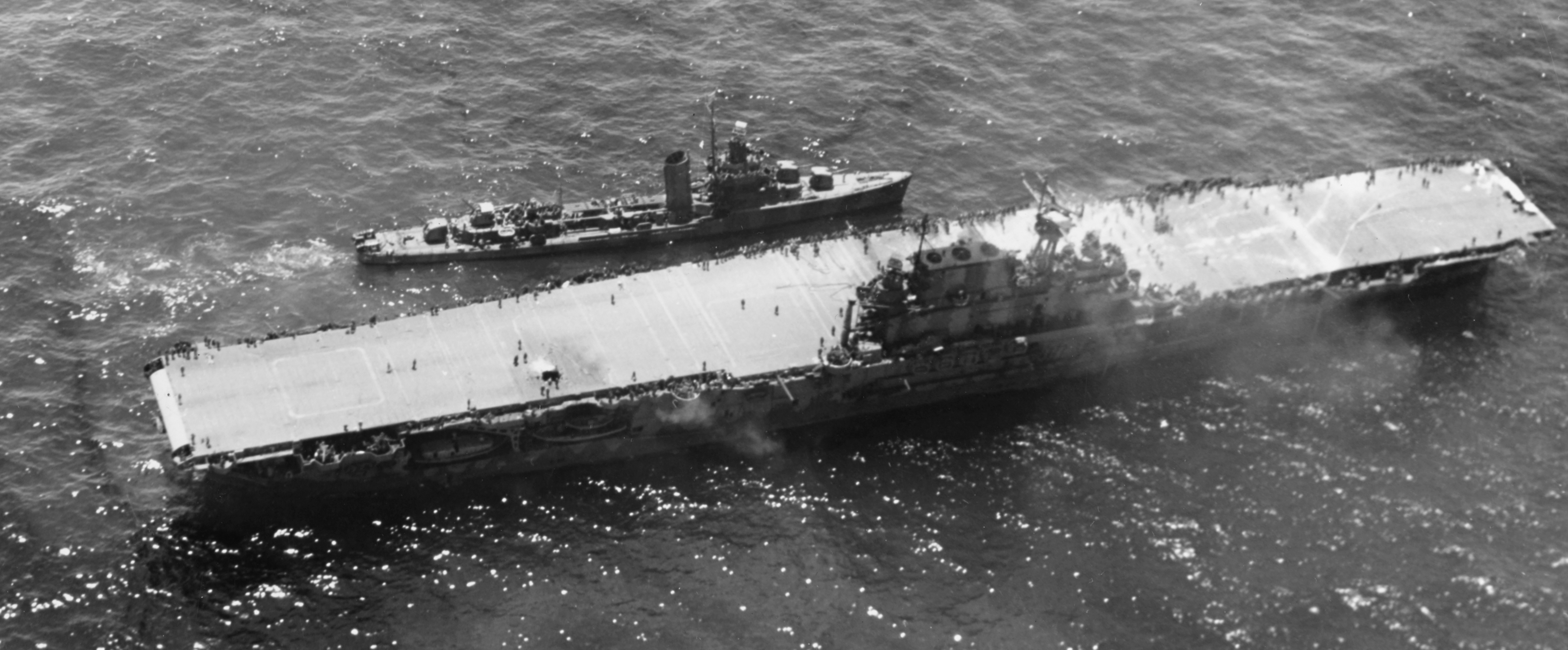
受创的大黄蜂号正在转移乘员至拉塞尔号。

此后直至1942年底，拉塞尔号继续为瓜達爾卡納爾島戰役提供支援。10月25日至26日，她参加了聖克魯斯群島戰役，并对期间沉没的航空母舰大黄蜂号展开救援。包括第17特遣舰队司令乔治·D·默里海军少将在内的指挥部被转移到彭萨科拉号巡洋舰上，重伤人员则被安置到北安普顿号，其余幸存者随舰前往努美阿，拉塞尔号随后在那里修复了救援期间损坏的上层建筑。

#### 1943年

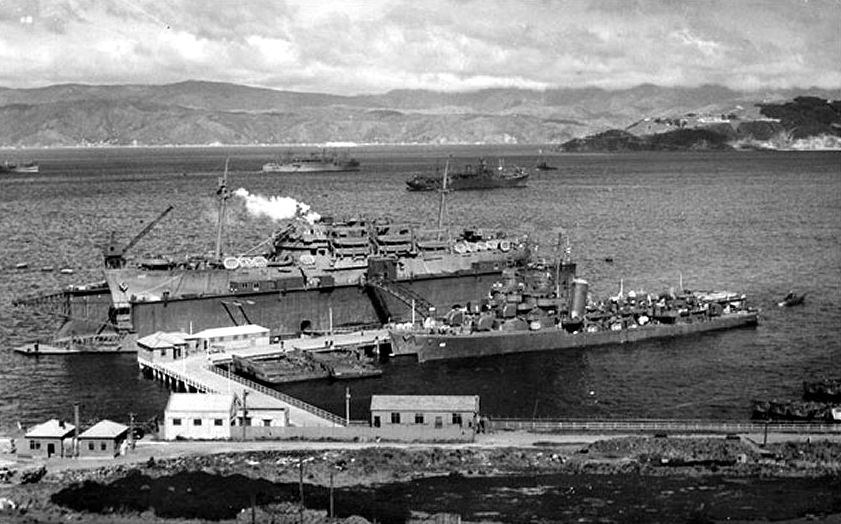
1943年10月27日的惠灵顿港，画面前方码头旁为拉塞尔号和其姊妹舰安德森号。

1942年12月至1943年1月，拉塞尔号护送船队途经瓜达尔卡纳尔岛和图拉吉岛前往拉納爾島。2月，她为企业号护航，3月，她护送运输船队前往澳大利亚并于4月中旬返航。
5月1日，拉塞尔号启程返回美国西海岸，随后前往马雷岛大修，7月底，她离开船厂向北加入准备对基斯卡島展开攻势的舰队。在完成阿留申群島海域的巡逻任务后，她护送登陆艇返回夏威夷。10月，她前往新西兰惠灵顿，11月初，她护送运输船前往新赫布里底群岛，并在那里加入第53特遣舰队，参加之后吉尔伯特群岛附近海域的行动。拉塞尔号跟随舰队于13日护送运兵船到达塔拉瓦的贝蒂奥岛，并于20日掩护炮击滩头的重型船只。此后的5天中，她为登陆部队提供炮火支援，护送满载海军陆战队员的登陆艇前往滩头。11月27日，她加入第50.3特混舰队，并与第50.1特混舰队一起前往马绍尔群岛。12月4日，舰队中的航空母舰空袭了夸贾林和沃杰，9日，舰队返回珍珠港，拉塞尔号则继续前往西海岸。

#### 1944年
1944年1月13日，拉塞尔号离开加利福尼亚海岸，前往护送第53.5特混舰队。22日，舰队在夏威夷群岛短暂集训，随后继续向西航行。1月30日，拉塞尔号与部分船只脱离舰队前往沃杰炮击日军阵地，31日，这支小队在夸贾林附近与主力汇合。2月2日，她护送第22航母中队（CarDiv 22）于次日抵达夸贾林潟湖，5天后，她启程返回珍珠港，并于2月15日抵达。随后，拉塞尔号前往普吉特海湾检修。
维修结束后，拉塞尔号于4月初返回夏威夷，随后护送威拉德·霍尔布鲁克号前往新几内亚，并在那里加入第2驱逐舰中队。5月4日，拉塞尔号到达芬什港，6日，舰上官兵向第76特遣舰队指挥部报到并作作战总结，随后，他们接受了新几内亚海域为期5个月的护航任务。最初，拉塞尔号护送坦克登陸艦前往查亚普拉和艾塔佩，5月16日，她又加入第77特遣舰队，护送步兵登陆艇和拖船前往威科德与萨米。5月17日至20日，她在威科德附近海域标记航道，并执行火力支援和护航任务。行动结束后，她返回洪堡湾，5天后又护送坦克登陆艇前往比亞克島。27日，她使用舰炮攻击位于帕戴朵群岛（Padaido）的日军基地，随后于该岛海域巡航。此后一段时间，该舰又对比亚克岛上的目标执行了数轮炮击，随后取道返回洪堡湾。6月，她继续护送船队前往比亚克和威科德参与作战，6月中旬，她参加了对托姆地区的炮击，随后返回执行海岸护航任务。7月初，拉塞尔号对農福爾島上的两个日本机场发动炮击，随后于月中到达馬努斯島进行短暂休整，月底即启程协助盟军占领桑萨波尔。8月，她继续为盟军军事行动提供支援。9月中旬，拉塞尔号前往摩鹿加群岛，协助美军占领菲律宾南部战略要地摩羅泰島。
10月13日，拉塞尔号跟随第78特遣舰队前往菲律宾。10月20日，盟军登陆塔克洛班南部并于21日建立起滩头阵地，在此期间，拉塞尔号在周边海域执行巡逻与警戒任务，为登陆部队提供火力支援。此后她一直留在圣佩德罗湾等待指令，直到25日前往萊特灣执行巡航任务。10月26日，拉塞尔号启程前往新几内亚，并在此后的两个月往返于两地间护送增援部队与补给。12月28日，拉塞尔号离开艾塔佩前往呂宋。

#### 1945年
1945年1月5日，拉塞尔号驶入民都洛海峽。两天后，她与其他三艘驱逐舰一起前往圣法比安攻击舰队右翼5英里处组建防线，阻击从馬尼拉灣发动突袭的敌舰。7日22时30分，阻击舰队发现日军驱逐舰桧号并立即开火，使其在20分钟内爆炸沉没，拉塞尔号随后奉命前往搜寻其幸存者，但落水日军拒绝了美军的救援。9日，舰队在遭遇来自空中和水面的袭击后抵达林加延湾，拉塞尔号在运输区外围负责警戒。接下来的9天里，她担负起附近海域巡逻、夜间照明、神风飞机警戒等职责。1月18日至23日，她护送受损船只返回莱特岛，并于27日再次离港向北航行。1月31日，她到达纳苏格布湾，掩护机动扫雷艇清除航道，随后又对当地日军阵地展开炮击。当天下午稍作休整后，她返回林加延湾，随后于2月2日出发先后到访莱特岛、新几内亚和所罗门群岛。
拉塞尔号于2月15日抵达瓜达尔卡纳尔岛，重新加入第5舰队并为沖繩島戰役做准备。4月1日，在抵达登陆海滩后，她前往北部交通枢纽掩护此处的船只。3日至5日，她在伊江島以北巡逻，随后护送船队返回烏利西環礁。4月21日，她护送增援返回冲绳，随后前往慶良間群島，并在冲绳南部的“细剑”（Rapier）航母作业区执行巡逻任务。5月27日，在结束航母掩护任务后，拉塞尔号驶往锚地，并于次日启程返回美国本土船坞进行检修。
战争结束时，拉塞尔号正在西雅圖大修。她最终于9月停用，并于11月15日正式退役。十三天后，拉塞尔号从美国海军除籍，并于1947年9月作为废铁卖给位于洛杉矶終端島的国家金属与钢铁公司。

## 荣誉
拉塞尔号在二战期间共获得了16颗战斗之星，是除欧班农号外美国海军于二战中获得该表彰数量最多的驱逐舰之一：
| 战役或行动               | 日期（包含期间各任务段） |
| ------------------------ | ------------------------ |
| 太平洋突袭               | 1942年2月1日至3月10日    |
| 珊瑚海海战               | 1942年5月4日至8日        |
| 中途岛海战               | 1942年6月3日至6日        |
| 布因－范锡－拓诺来突袭   | 1942年10月5日            |
| 圣克鲁斯群岛海战         | 1942年10月26日           |
| 第三次瓜达尔卡纳尔岛突袭 | 1942年11月12日至15日     |
| 伦内尔岛战役             | 1943年1月29日至30日      |
| 所罗门群岛南线阵地构筑   | 1943年3月11日            |
| 吉尔伯特群岛战役         | 1943年11月20日至12月4日  |
| 马绍尔群岛战役           | 1944年1月31日至2月8日    |
| 荷兰迪亚战役             | 1944年5月9日             |
| 新几内亚西部战役         | 1944年5月17日至9月15日   |
| 莱特湾海战               | 1944年11月5日至18日      |
| 吕宋岛战役               | 1945年1月4日至18日       |
| 马尼拉湾-比科尔战役      | 1945年1月31日至2月5日    |
| 冲绳岛战役               | 1945年4月1日至5月28日    |

## 历任舰长
| 姓名       | 译名                   | 军衔 | 任职时间                     |
| ---------- | ---------------------- | ---- | ---------------------------- |
|            | 詹姆斯·卡特·波洛克     | 少校 | 1939年11月3日                |
|            | 格伦·罗伊·哈特维       | 少校 | 1941年7月12日                |
|            | 沃伦·霍华德·麦克莱恩   | 少校 | 1943年1月14日                |
|            | 弗雷德里克·埃文斯·摩尔 | 中校 | 1943年12月11日               |
|            | 路易斯·罗宾逊·米勒     | 少校 | 1943年12月14日               |
|            | 约翰·爱德华·威克斯     | 少校 | 1944年8月14日                |
|            | 利·科萨特·温特斯       | 少校 | 1945年9月15日-1945年11月15日 |
| 参考文献： |                        |      |                              |